# The Recording Academy
Sede da empresa em Santa Mônica
The Recording Academy, antigamente conhecida como National Academy of Recording Arts & Sciences (em português, Academia Nacional de Artes e Ciências de Gravação), ou simplesmente NARAS, é uma organização dos Estados Unidos de músicos, produtores, engenheiros de som, e outros profissionais dedicados ao melhoramento da qualidade de vida e condição cultural para Música e seus criadores.  A Recording Academy é reconhecida mundialmente pela organização do Prêmio Grammy.
Em 1997, a NARAS lançou sua versão latina, Academia Latina da Gravação, qual produz o Prêmio Grammy Latino.
O Prêmio Grammy é a versão do Óscar na indústria musical dos Estados Unidos, relativa à Academia de Artes e Ciências Cinematográficas; honrando conquistas na Arte de gravação musical e provendo suporte à comunidade da indústria musical; e é a única associação a homenagear tanto o âmbito de conquista artística, como também a proficiência técnica e a excelência na indústria musical, sem se importar com as vendas de álbuns ou os resultados nas paradas de sucesso. O Grammy é presenteado anualmente pelos membros votantes da NARAS.
Fora da estrutura das premiações com o Grammy, a NARAS também oferece outros prêmios em reconhecimento à contribuições e à atividades de grande importância ao campo de gravação, incluindo o "Prêmio de Contribuição em Vida"; o "Prêmio ao Curador"; o "Technical Grammy Award"; o "Grammy Legend Award"; e o "Grammy Hall of Fame".